# Timothy Chandler
Timothy Chandler (Fráncfort del Meno, Alemania, 29 de marzo de 1990), más conocido como Tim Chandler, es un futbolista estadounidense. Juega de defensa y su equipo es el Eintracht Fráncfort de la Bundesliga alemana.

## Vida privada
Chandler nació en Fráncfort del Meno, Alemania, de un padre afroestadounidense de Nueva York que sirvió en el Ejército de los Estados Unidos, y una madre alemana. Su padre lo abandonó a él y a su madre poco tiempo después de su nacimiento y él continuó viviendo con su madre en Alemania, donde fue criado.

## Trayectoria

### Profesional
Chandler comenzó su carrera en el Sportfreunde Oberau, y poco tiempo después se marchó al Eintracht Fráncfort, antes de ser transferido a F.C. Núremberg en el verano de 2010. Hizo su debut con el primer equipo del Núremberg el 15 de enero de 2011 contra el Borussia Mönchengladbach. El 12 de febrero anotó su primer gol como profesional contra el VfB Stuttgart.
Chandler comenzó jugando como titular la temporada 2013-14, pero en febrero de 2014 sufrió una lesión en el menisco lateral que lo dejó fuera de las canchas por más de 7 semanas. Regresó a las canchas el 26 de abril de 2014, ingresando como titular y jugando el primer tiempo del partido del Núremberg ante el Maguncia 05. Volvió a jugar los noventa minutos de un partido la semana siguiente en la derrota 0-2 ante el Hannover 96.
Luego de que el Núremberg descendiera a la 2. Bundesliga en la temporada 2013-14, Chandler regresó a su primer club, el Eintracht Fráncfort, fichando el 3 de junio de 2014. Chandler fue titular por primera vez con el Frankfurt el 20 de septiembre de 2014 en el empate 2-2 frente al Schalke 04 en la 1. Bundesliga.

## Selección nacional

### Selección estadounidense
Debido a las nacionalidades de sus padres, Chandler tiene tanto pasaporte alemán como estadounidense. Por esta razón, Chandler cumple con los requisitos para representar a cualquiera de estos países en competiciones internacionales.
El 16 de marzo de 2011, se anunció que Chandler sería parte del grupo de 24 jugadores llamados por Bob Bradley para enfrentar a Paraguay y a Argentina en amistosos internacionales. Chandler debutó con los Estados Unidos el 26 de marzo jugando la segunda mitad del partido contra Argentina, que terminaría empatado 1-1.
El 15 de mayo de 2012, con la publicación de la lista parcial de jugadores convocados para los partidos amistosos contra Escocia, Canadá y Brasil; y los clasificatorios al Mundial 2014 contra Antigua y Barbuda y Guatemala, el entrenador de la selección estadounidense Jürgen Klinsmann anunció que Chandler había optado de no participar de competiciones internacionales por el momento, levantando especulaciones entre la prensa y los aficionados de que probablemente el germano-estadounidense ya no deseaba representar a los Estados Unidos a nivel internacional. No obstante, volvió a ser incluido en la convocatoria para un partido amistoso ante Rusia en noviembre de 2012, y en una entrevista que otorgó a la federación estadounidense de fútbol indicó que estaba comprometido en un "1000 por ciento" a representar a ese país. Volvió a jugar con los Estados Unidos después de un año el 14 de noviembre de 2012 en el mencionado amistoso ante Rusia, jugando los noventa minutos del encuentro.
Luego de una prolongada ausencia debido a lesiones y una caída en su rendimiento, Chandler fue incluido el 12 de mayo de 2014 en la lista provisional de 30 jugadores que representarán a Estados Unidos en la Copa Mundial de Fútbol de 2014. Finalmente, fue incluido en la lista definitiva de 23 jugadores el 22 de mayo. No obstante, Chandler no llegó a jugar ningún partido en el torneo.
Chandler volvió a ser titular con los Estados Unidos en la victoria 1-0 sobre la República Checa en un amistoso jugado el 3 de septiembre de 2014 en Praga.
Anotó su primer gol con la selección nacional el 3 de julio de 2015 en la victoria 4-0 sobre Guatemala en un partido de preparación para la Copa de Oro 2015.

### Participaciones en Copas de Oro
| Torneo                          | Sede                   | Resultado  |
| ------------------------------- | ---------------------- | ---------- |
| Copa de Oro de la Concacaf 2015 | Estados Unidos/ Canadá | 4.º puesto |

### Participaciones en Copas del Mundo
| Mundial                        | Sede   | Resultado        |
| ------------------------------ | ------ | ---------------- |
| Copa Mundial de Fútbol de 2014 | Brasil | Octavos de final |

### Goles internacionales
| #  | Fecha              | Lugar                                     | Rival     | Gol   | Resultado | Competición |
| -- | ------------------ | ----------------------------------------- | --------- | ----- | --------- | ----------- |
| 1. | 3 de julio de 2015 | Nissan Stadium, Nashville, Estados Unidos | Guatemala | 2 – 0 | 4 – 0     | Amistoso    |

## Estadísticas

### Clubes
Actualizado el 26 de abril de 2025.
| Eintracht Frankfurt II · Alemania | 4.ª           | 2008-09       | 19  | 2  | —  | — | —  | — | 19  | 2  |
| Eintracht Frankfurt II · Alemania | 4.ª           | 2009-10       | 28  | 6  | —  | — | —  | — | 28  | 6  |
| Eintracht Frankfurt II · Alemania | Total club    | Total club    | 47  | 8  | —  | — | —  | — | 47  | 8  |
| F. C. Núremberg II · Alemania | 4.ª           | 2010-11       | 16  | 4  | —  | — | —  | — | 16  | 4  |
| F. C. Núremberg II · Alemania | Total club    | Total club    | 16  | 4  | —  | — | —  | — | 16  | 4  |
| F. C. Núremberg · Alemania | 1.ª           | 2010-11       | 14  | 1  | 2  | 0 | —  | — | 16  | 4  |
| F. C. Núremberg · Alemania | 1.ª           | 2011-12       | 30  | 1  | 3  | 0 | —  | — | 33  | 1  |
| F. C. Núremberg · Alemania | 1.ª           | 2012-13       | 30  | 1  | 1  | 0 | —  | — | 31  | 1  |
| F. C. Núremberg · Alemania | 1.ª           | 2013-14       | 21  | 1  | 1  | 0 | —  | — | 22  | 1  |
| F. C. Núremberg · Alemania | Total club    | Total club    | 95  | 4  | 7  | 0 | —  | — | 102 | 4  |
| Eintracht Fráncfort · Alemania | 1.ª           | 2014-15       | 29  | 1  | 0  | 0 | —  | — | 29  | 1  |
| Eintracht Fráncfort · Alemania | 1.ª           | 2015-16       | 14  | 0  | 0  | 0 | —  | — | 14  | 0  |
| Eintracht Fráncfort · Alemania | 1.ª           | 2016-17       | 32  | 0  | 6  | 0 | —  | — | 38  | 0  |
| Eintracht Fráncfort · Alemania | 1.ª           | 2017-18       | 24  | 2  | 1  | 1 | —  | — | 25  | 3  |
| Eintracht Fráncfort · Alemania | 1.ª           | 2018-19       | 1   | 0  | 0  | 0 | 0  | 0 | 1   | 0  |
| Eintracht Fráncfort · Alemania | 1.ª           | 2019-20       | 22  | 5  | 4  | 0 | 7  | 0 | 33  | 5  |
| Eintracht Fráncfort · Alemania | 1.ª           | 2020-21       | 15  | 1  | 2  | 0 | —  | — | 17  | 1  |
| Eintracht Fráncfort · Alemania | 1.ª           | 2021-22       | 17  | 0  | 0  | 0 | 5  | 0 | 22  | 0  |
| Eintracht Fráncfort · Alemania | 1.ª           | 2022-23       | 6   | 0  | 1  | 0 | 1  | 0 | 8   | 0  |
| Eintracht Fráncfort · Alemania | 1.ª           | 2023-24       | 6   | 0  | 0  | 0 | 2  | 0 | 8   | 0  |
| Eintracht Fráncfort · Alemania | 1.ª           | 2024-25       | 3   | 0  | 0  | 0 | 0  | 0 | 3   | 0  |
| Eintracht Fráncfort · Alemania | Total club    | Total club    | 169 | 9  | 14 | 1 | 15 | 0 | 198 | 10 |
| Total carrera | Total carrera | Total carrera | 327 | 25 | 21 | 1 | 15 | 0 | 363 | 26 |
| (1)Incluye datos de la DFB Pokal (2010-11 a 2022-23). (2)Incluye datos de la Liga de Campeones de la UEFA (2022-23), Liga Europa de la UEFA (2019-20 y 2021-22) y Liga Europa Conferencia de la UEFA (2023-24). |               |               |     |    |    |   |    |   |     |    |

## Palmarés

### Títulos nacionales
| Título           | Club                | País     | Año  |
| ---------------- | ------------------- | -------- | ---- |
| Copa de Alemania | Eintracht Fráncfort | Alemania | 2018 |

### Títulos internacionales
| Título                 | Club                | Sede    | Año  |
| ---------------------- | ------------------- | ------- | ---- |
| Liga Europa de la UEFA | Eintracht Fráncfort | Sevilla | 2022 |